# Achyra occidentalis
Achyra occidentalis is een vlinder uit de familie van de grasmotten (Crambidae), uit de onderfamilie van de Pyraustinae. De wetenschappelijke naam van deze soort is voor het eerst voorgesteld door Alpheus Spring Packard in een publicatie uit 1873.
De soort komt voor in de Verenigde Staten.